# Marina Bay Sands
Марина Бей Сендс (англ. Marina Bay Sands) — готель і казино на березі Марина-Бей в Сінгапурі. Комплекс побудовано корпорацією Ssangyong Engineering & Construction Co. Ltd., замовник — група Las Vegas Sands. Оголошено як найдорожче казино в світі.

## Короткий опис
Проект комплексу Marina Bay Sands був розроблений американським архітектором, професором Гарвардського університету Моше Сафді, який, за його словами, архітектурну ідею запозичив з колоди карт. Дизайн готелю був схвалений майстрами фен-шуй.
Комплекс включає три 55-поверхові вежі висотою 194 метрів, будівництво яких було завершено 2009 року. На дахах трьох веж розташована велика тераса у вигляді гондоли, в якій знаходяться басейн та сад Sands SkyPark площею 12,4 тис. кв. метрів. Відкрита для відвідувачів платформа має площу 1,2 га. Басейн у стилі «Infinity Pool», тобто такий, що імітує відсутність бортів, має довжину 146 м. Басейн складається з трьох з'єднаних між собою чаш й містить 1424 м³ води. Басейн є унікальним у світі за висотою розташування та розмірами. З дахової тераси, що розрахована на 3900 відвідувачів, відкривається кругова панорама Сінгапура.
Аби поглинути коливання веж під впливом вітру, між басейнами вмонтовано три спеціальні шви із зазорами до 500 мм. Окремі підпорки під кожною з трьох чаш басейну мають врівноважити індивідуальну осадку трьох веж і гарантувати збереження горизонтального положення басейну.
До комплексу Marina Bay Sands входить казино на 600 столів та з 2500 слот-машин. Готель має 2561 готельний номер; тут також розташовані конференц-центр та виставковий центр, що займають площу 120 000 кв м, торговий центр, художньо-науковий музей у формі квітки лотоса з розсувним дахом, дві театральні зали, шість ресторанів, численні бари та нічні клуби, а також два плавучі павільйони. У грудні 2010 року американська фігуристка Мішель Кван відкрила на Marina Bay Sands льодову ковзанку.
Готель знаходиться в центрі міста за 3 км від ділового центру.

## Галерея

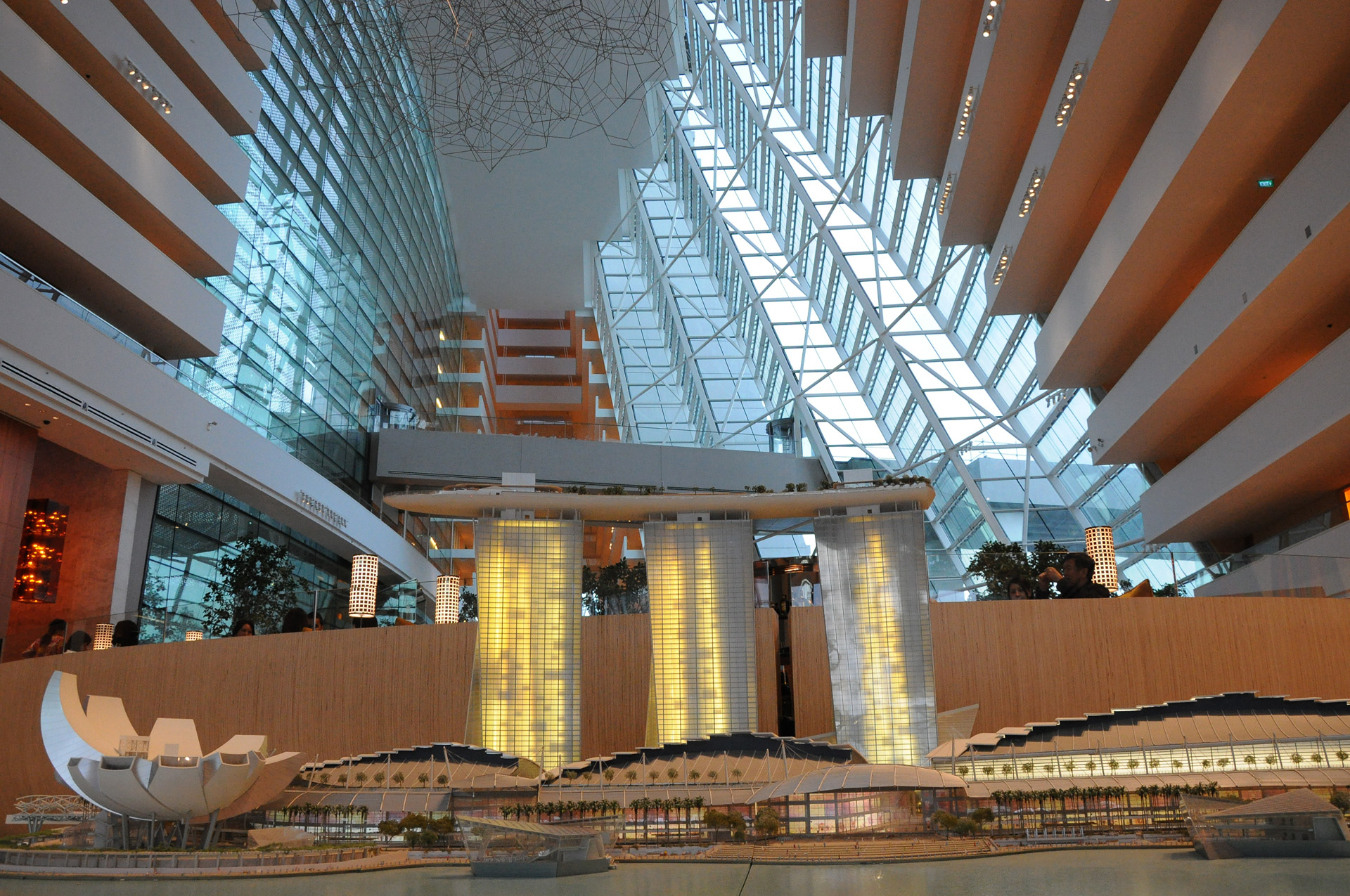
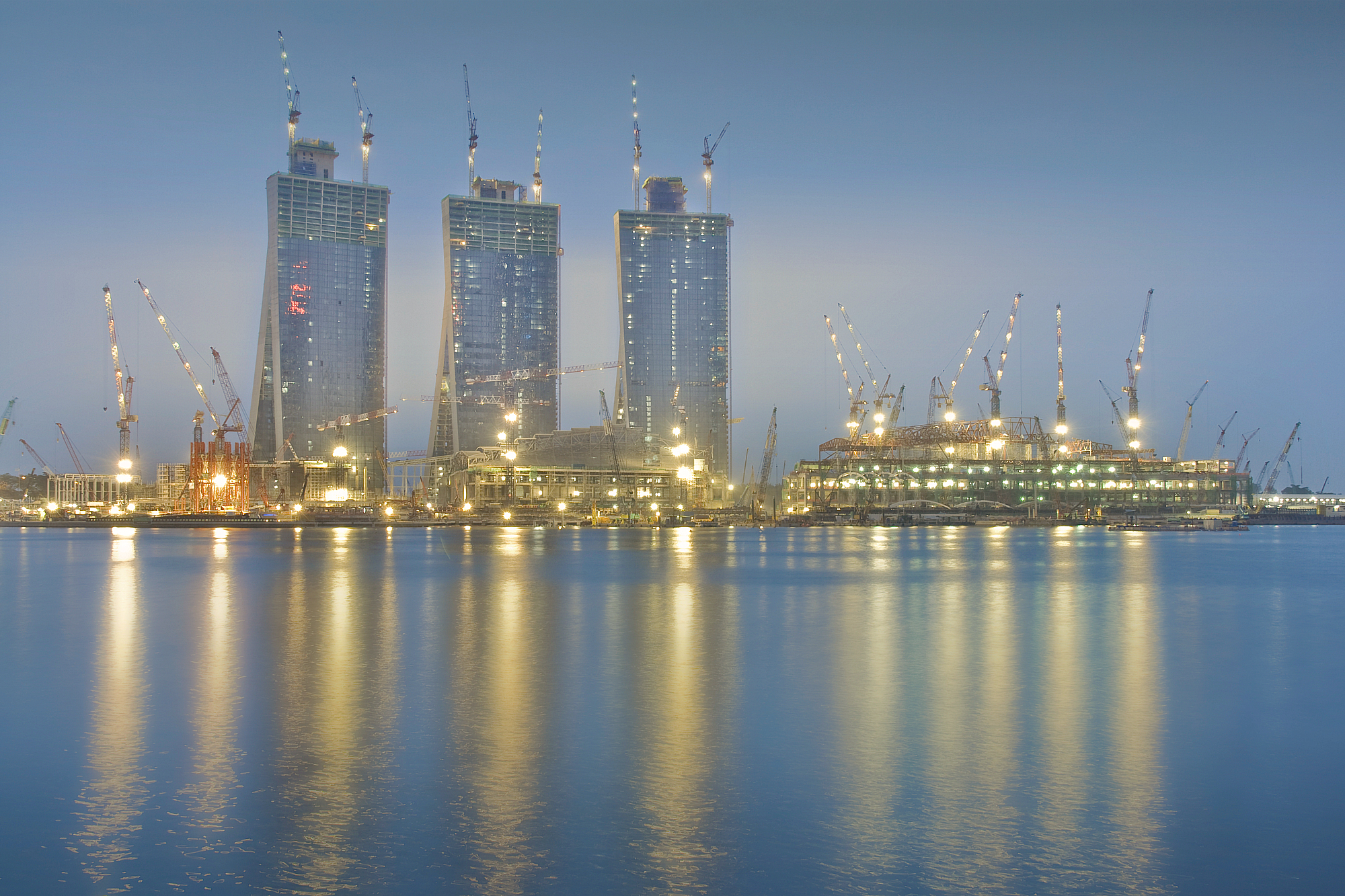
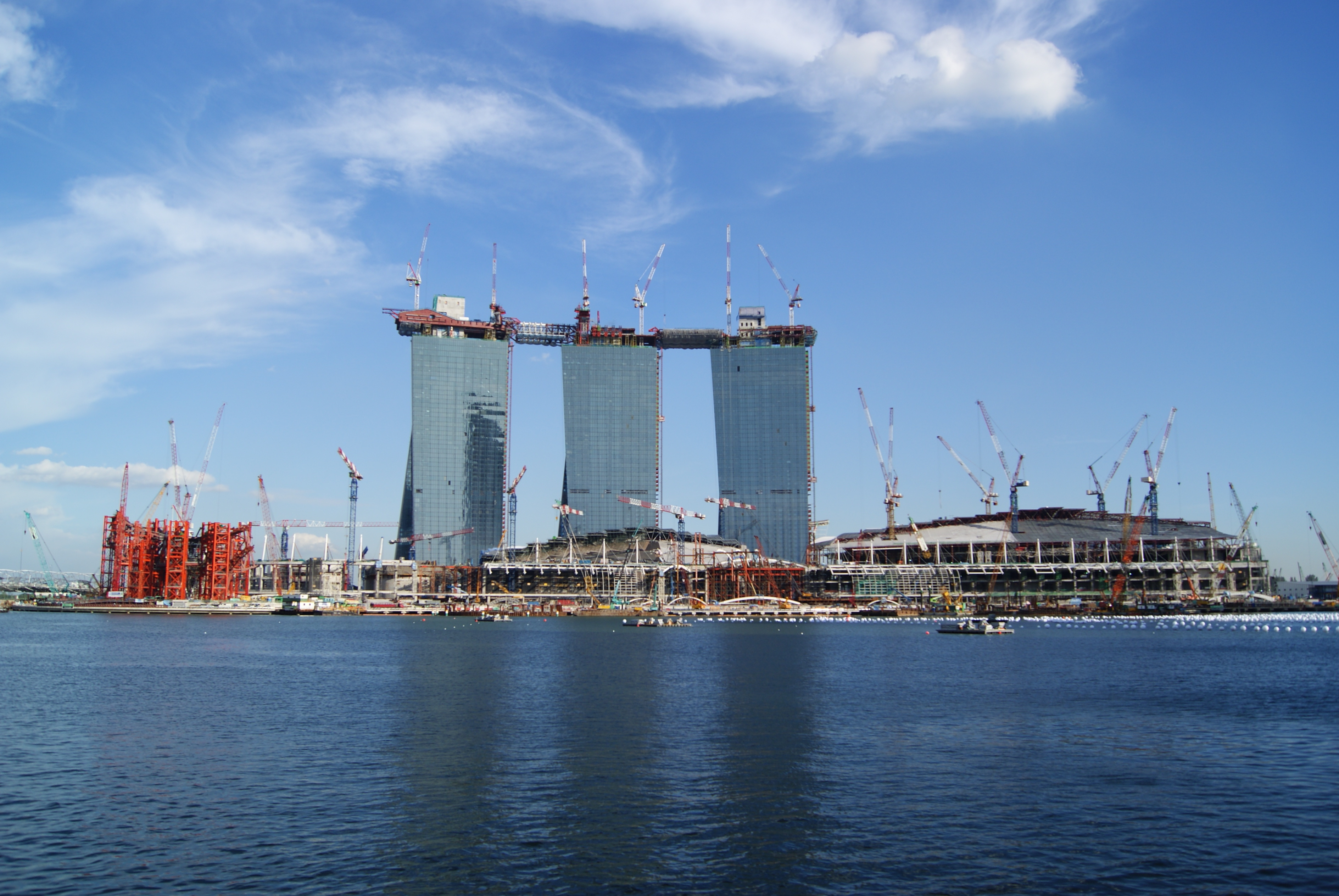
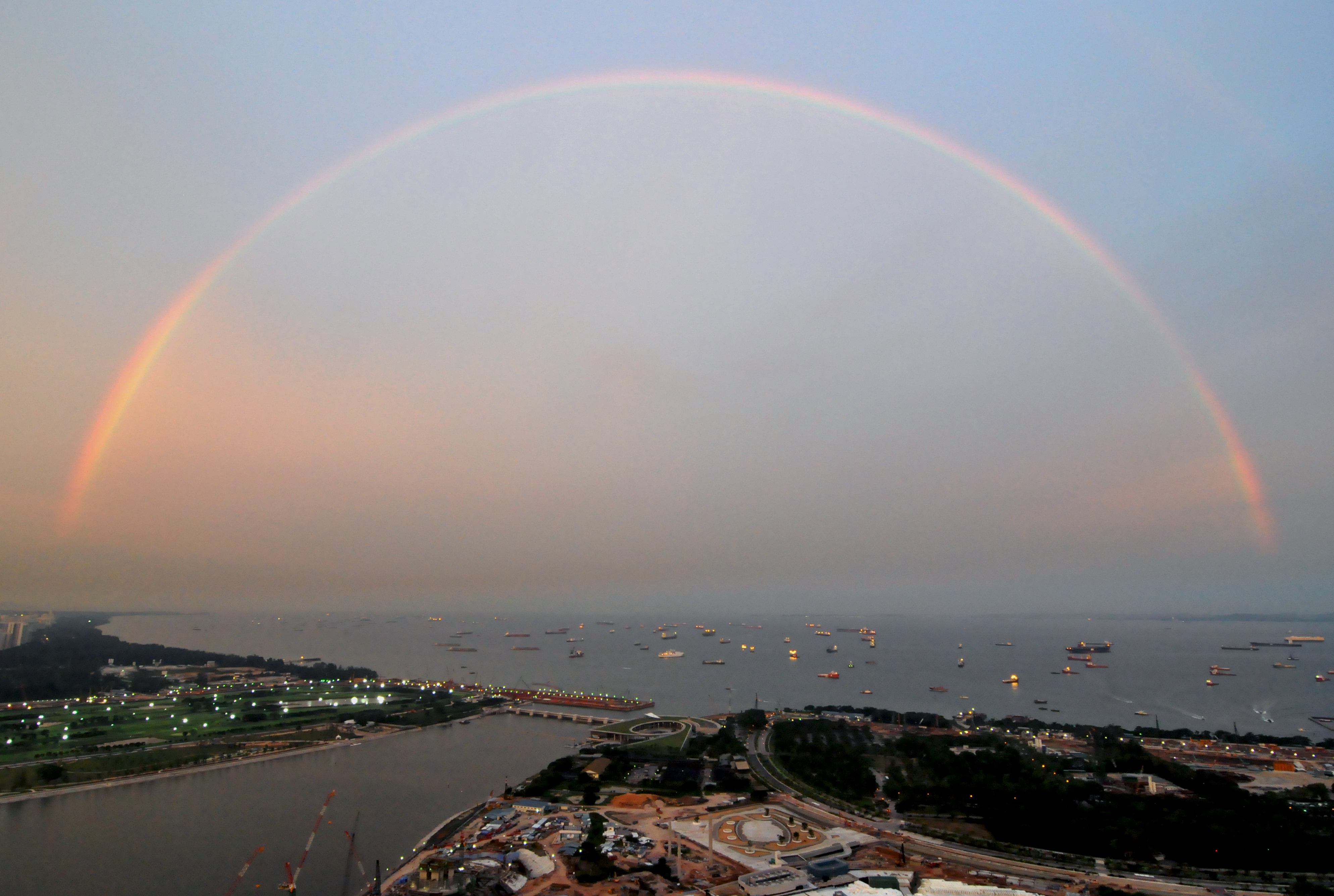
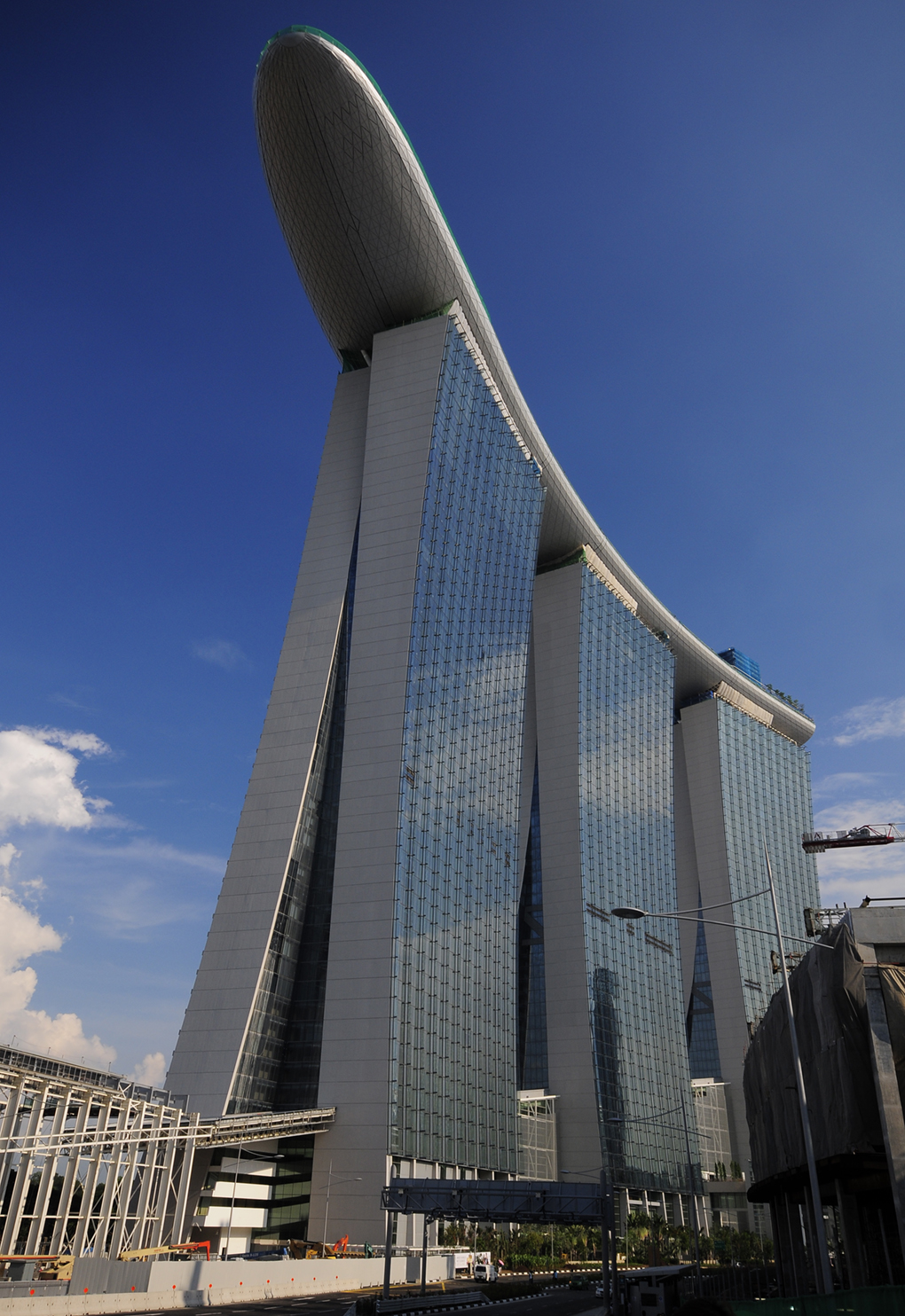
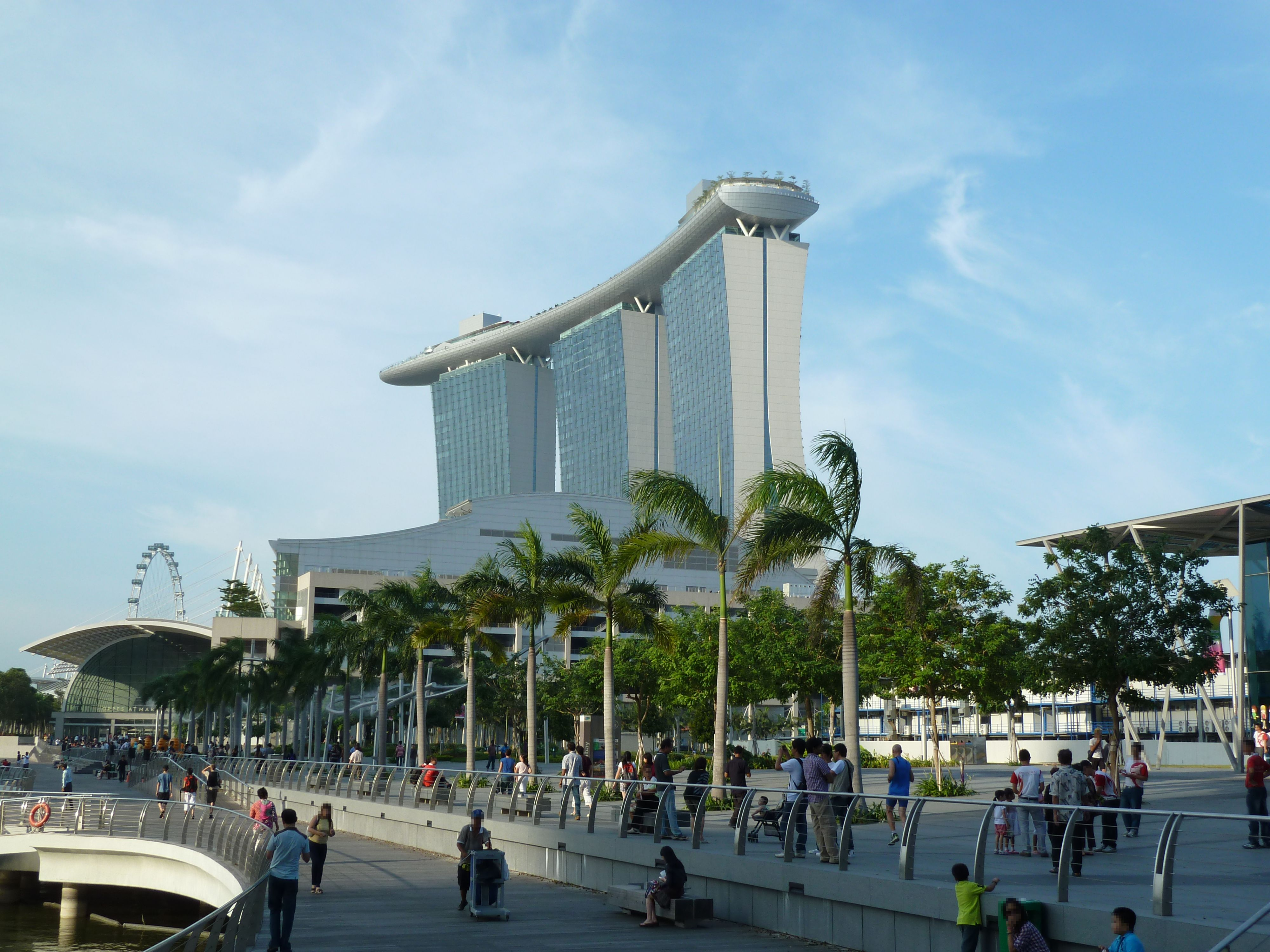
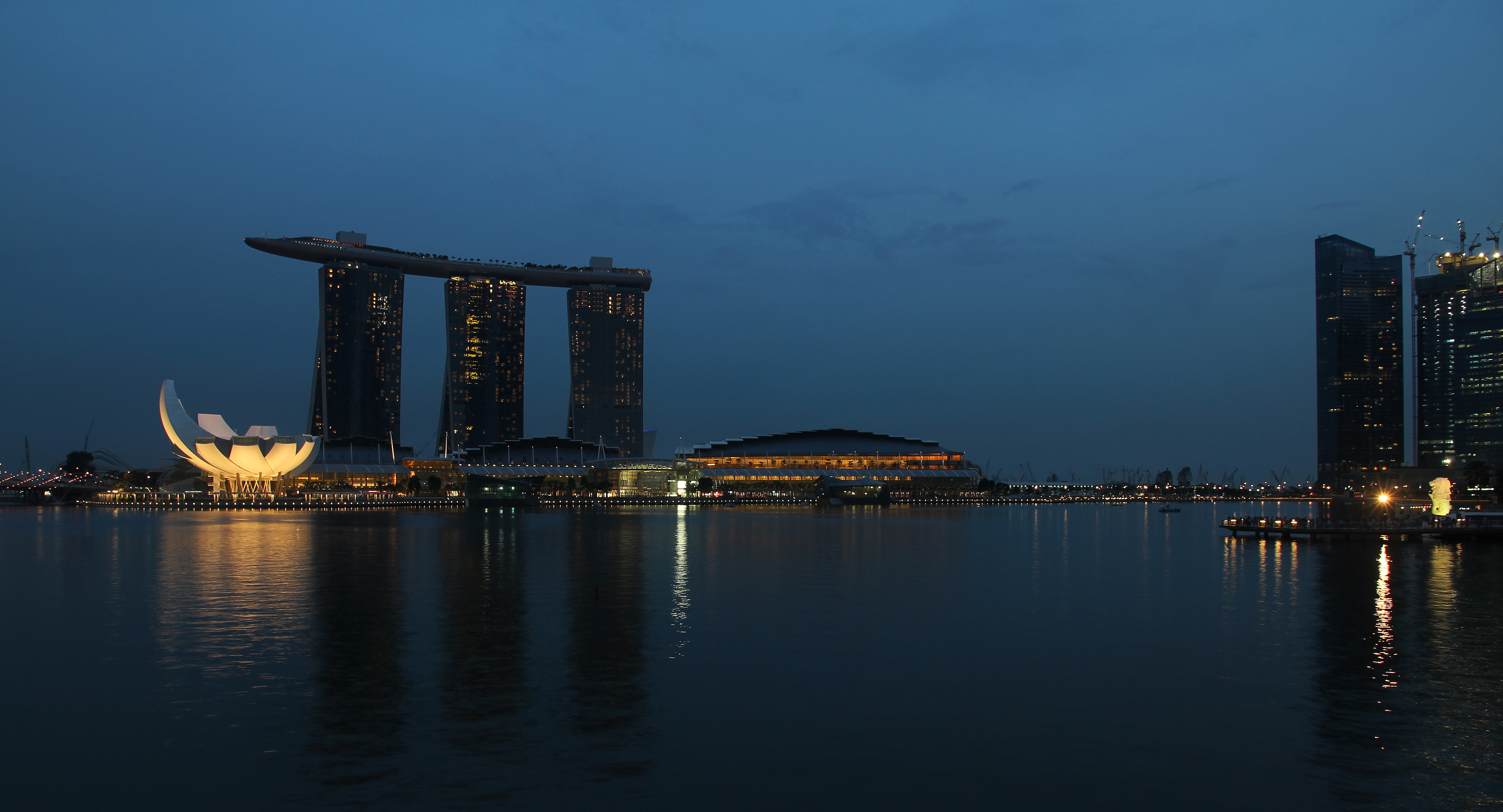
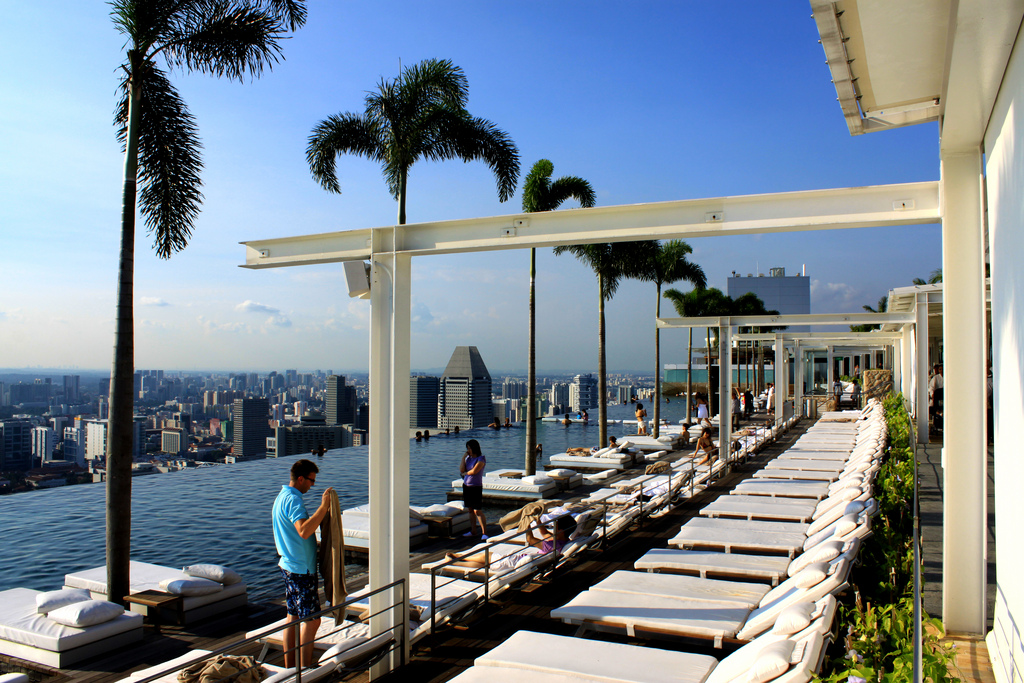
Безмежний басейн на даху хмарочоса
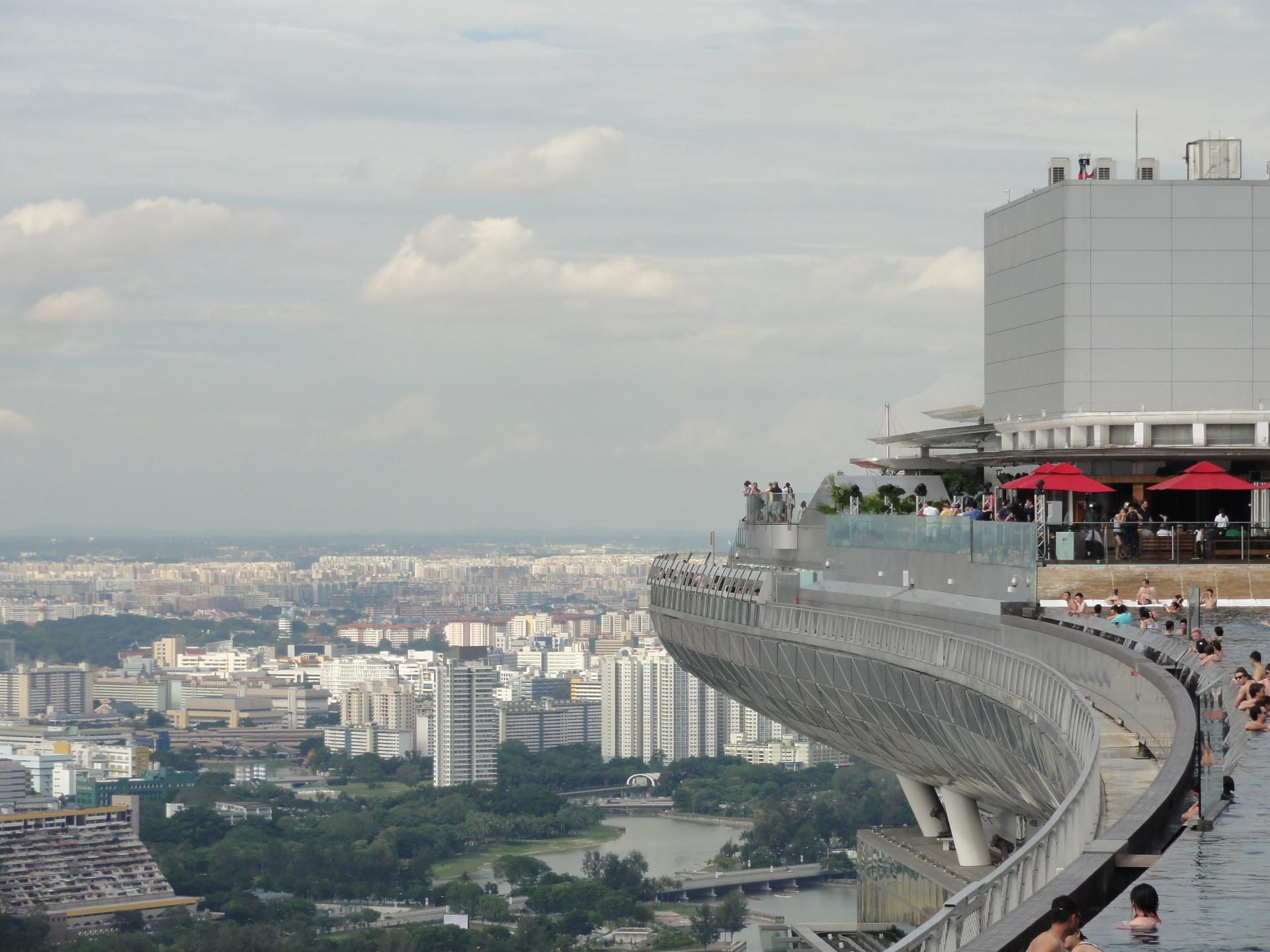
Вид на місто
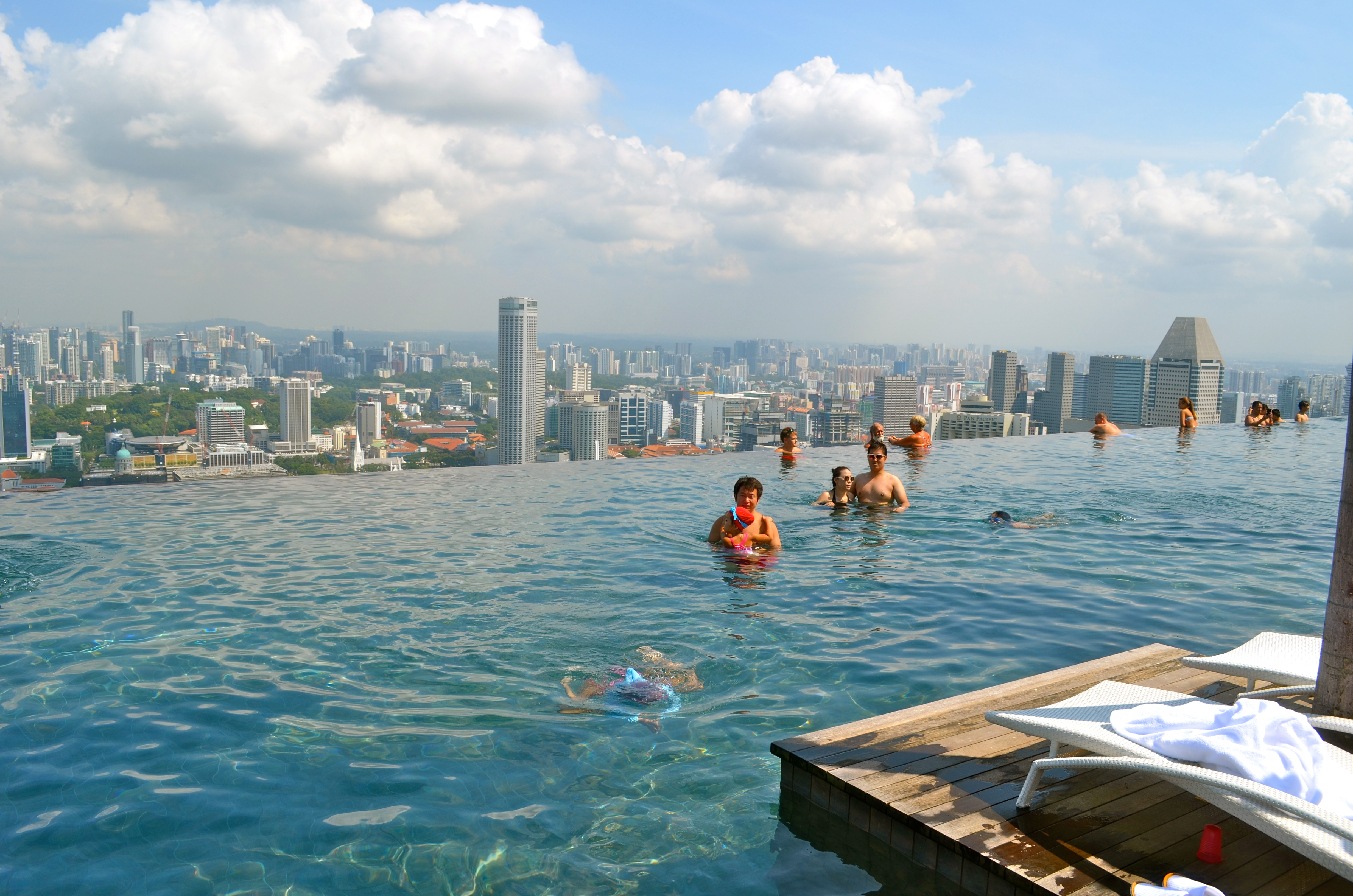
У басейні
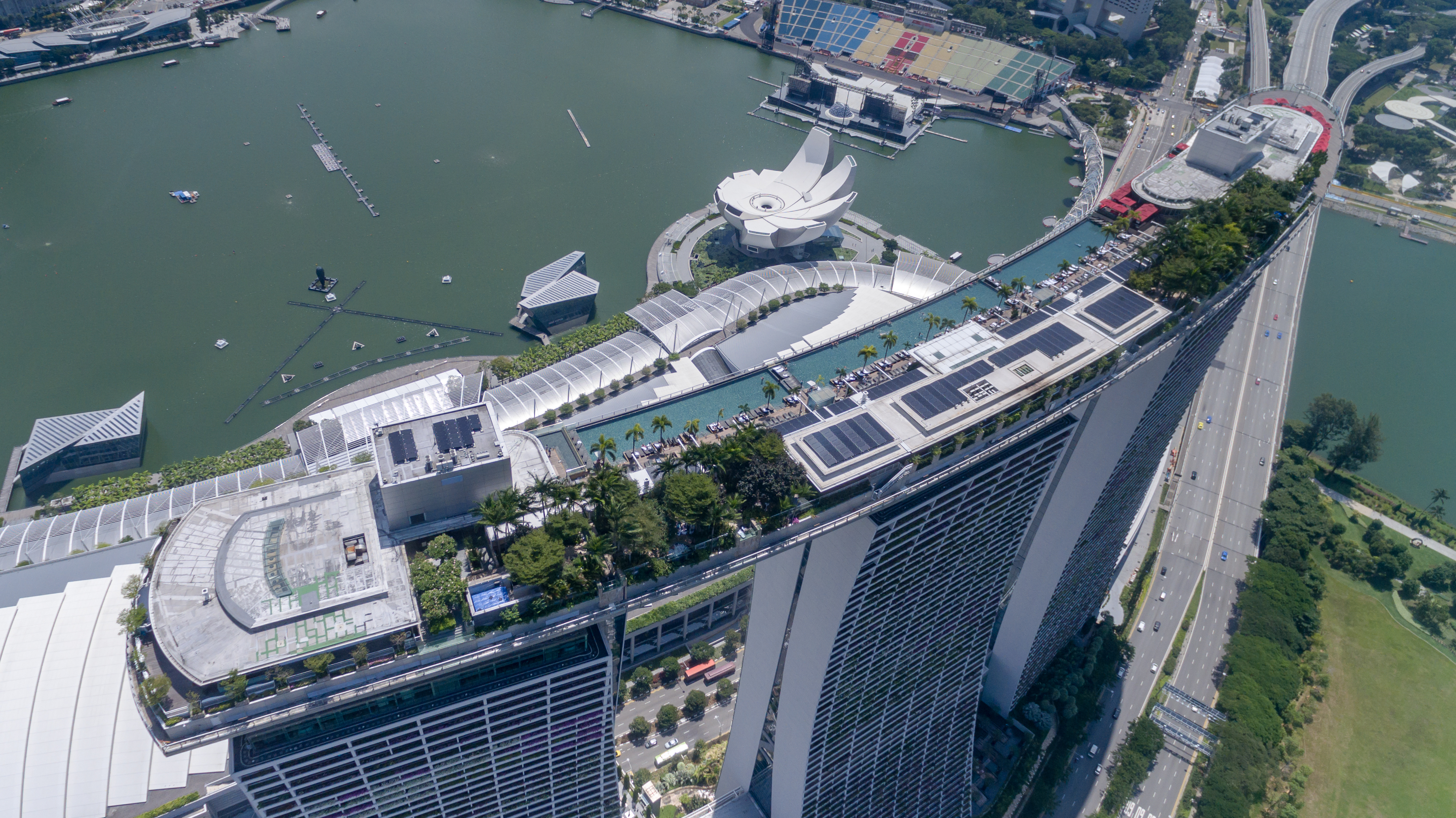
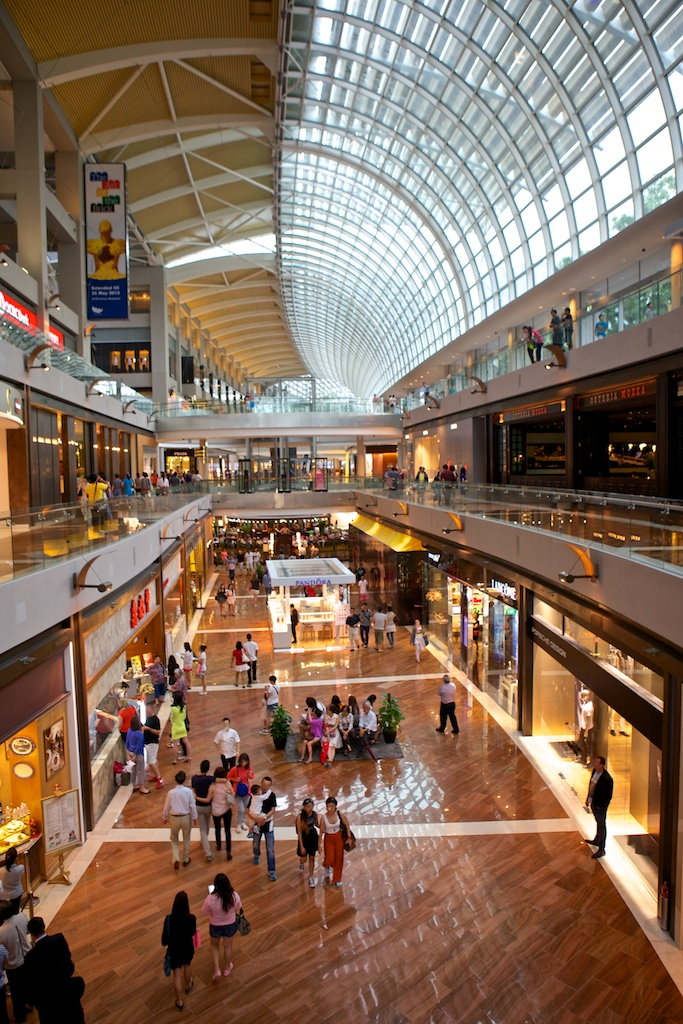
Бутіки
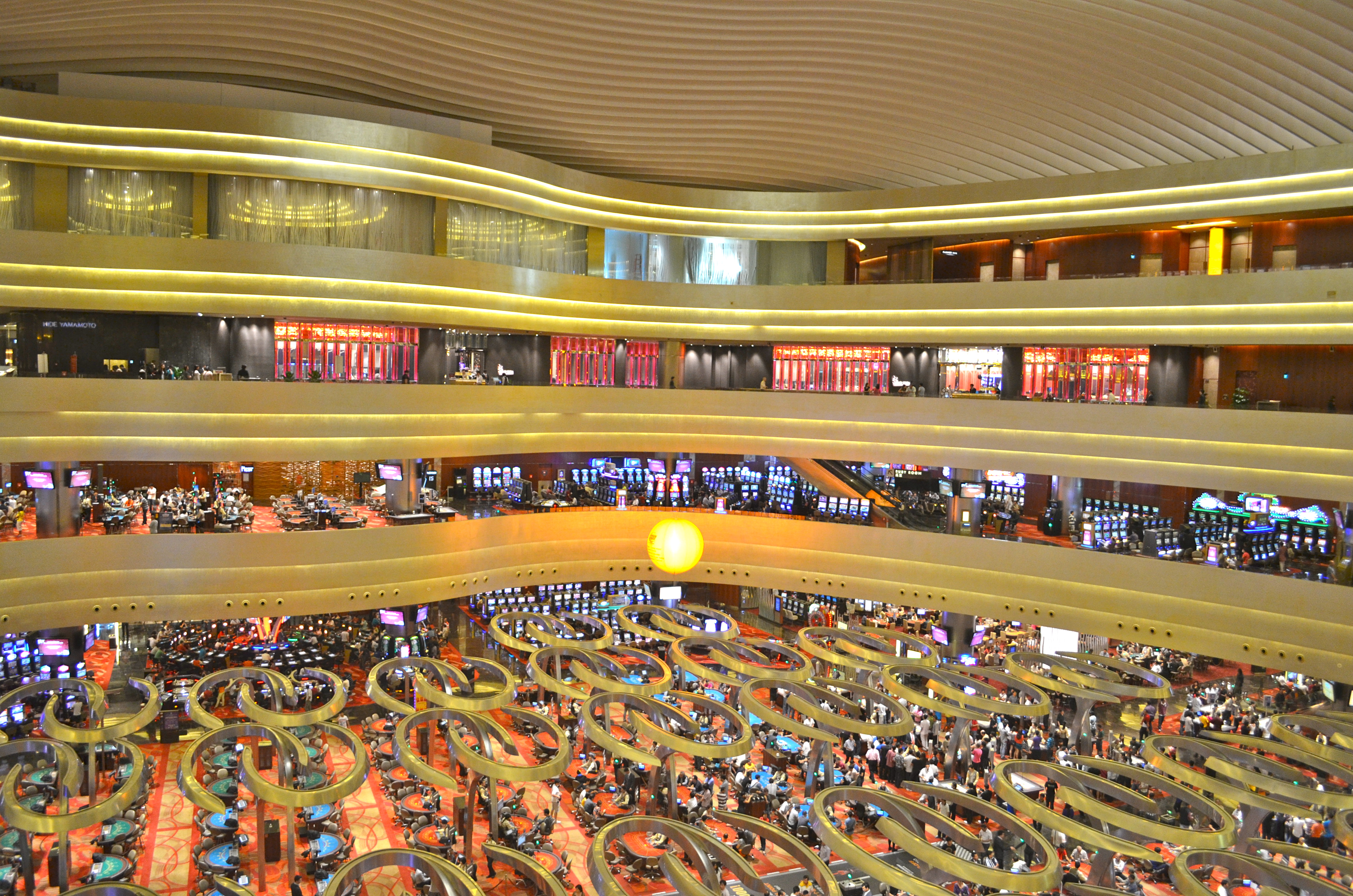
Казіно